# La Mano con Ojos
La Mano con Ojos fue una organización criminal mexicana dedicada al tráfico ilegal de drogas y a la producción de metanfetamina, siendo remanentes del Cártel de los Beltrán Leyva y Los Valencia. El cartel estaba liderado por Eznel Cortés Jiménez (alias «El Teniente» y ex policía federal) y Óscar Osvaldo García Montoya (alias «El Compayito»). El grupo contaba con presencia en la Ciudad de México y el Estado de México, usando a elementos de la Policía municipal de la Ciudad de México para acarrear la droga, además de estar encargados de la seguridad del cártel e incluso realizar «levantones».
La organización fue recayendo desde el 2010 cuando lo aprehendieron y así han pasado largos años de juicios y abogados sin que puedan darle un buen resultado al capo. Actualmente se encuentra recluido en el penal número 1 del altiplano estado de México.
En 2022 sus abogados cinthya, Carlos castillo castillo y Fermín Reza Camacho lograron que se le repusiera el procedimiento a la mano con ojos, toda vez que lo habían sentenciado a 116 años de prisión, buscando un mejor resultado en este nuevo procedimiento para el ya conocido sanguinario "compayito".

## Historia
La Mano con ojos según por testigos el 15 de mayo del 2010 varios exlíderes y miembros del Cártel de los Beltrán Leyva fueron a una reunión con Eznel Cortés Jiménez (alias «El Teniente») y Óscar Osvaldo García Montoya (alias «El Compayito»). Se dice que fundó el grupo después del arresto de Edgar Valdez Villareal, de quien era guardaespaldas, en septiembre de 2010. El área principal de actividad de Mano con Ojos es el área alrededor de la Ciudad de México. La organización también está activa en Huixquilucan, Naucalpan, Atizapán, Tultitlán,Cuautitlán Izcalli y otras áreas. Los miembros del grupo están parcialmente entrenados en Guatemala, donde Montoya sirvió en el ejército.
El 3 de octubre del 2011, se encontraron dos cuerpos decapitados en la Ciudad de México, cerca del Ministerio de Defensa, cubiertos con una caja de cartón con el logotipo del grupo. El 12 de agosto del 2011, fue arrestado Oscar Osvaldo García Montoya por agentes del procurador del Estado de México Alfredo Castillo Cervantes en la Ciudad de México. Más tarde, el procurador de justicia del Estado de México presentó en conferencia un video en el que «El Compayito» confiesa haber asesinado a 300 personas y ordenado matar a otras 300; además, señaló que tenía un rencor personal contra el titular de la PGJEM, a quien planeaba enviarle un video con amenazas.
«El Compayito» narra que, al ser detenidos «La Barbie» y «El Indio», él se quedó con la estructura, y fue cuando José Jorge Balderas Garza, alias el «JJ», le quería quitar el control, «porque decía que era de su papá, siendo que el JJ nunca peleó», remarcando que él nunca peleó directamente junto con el cártel, y que recibía todo «a manos llenas». El 9 de enero, tres personas fueron halladas decapitadas en Santa Fe. El ex-cabecilla Oscar Osvaldo García Montoya ante el procurador Alfredo Castillo Cervantes, clamó haber estado detrás de diez decapitaciones a lo largo de la Zona metropolitana del valle de México.
El grupo se creía inactivo, pero, el 22 de marzo del 2019, fue hallado un masculino desmembrado (que se supo que era un mesero que radicaba en la zona) junto a un narco-cartel, esto en el municipio de Huejotzingo, Puebla. La cartulina estaba firmada como «La Mano con Ojos NV Imperio». Casi un año después, es hallado ejecutado y hallado al interior de una cajuela, Eznel Cortés Jiménez alias «El Teniente», esto en la alcaldía de Tlalpan, en la Ciudad de México. «El Teniente» ingresó a la Policía Federal en el año 2001, y salió de esta en 2008.
En abril del año 2021 García Montoya fue sentenciado por juez de distrito del Estado de México, por su parte sus defensores particulares Cinthya y Carlos Castillo Castillo y Fermín Reza Camacho promovieron apelación en contra de la sentencia. Buscando un mejor resultado para el capo y pueda salir absuelto.